# Mua bán xen kẽ
Đầu cơ lướt sóng (tiếng Anh: swing trading) là một hoạt động đầu cơ trong thị trường tài chính, nơi một tài sản có thể mua bán được nắm giữ từ một đến vài ngày trong một nỗ lực để thu lợi từ sự các sự thay đổi hoặc 'đu đưa' giá. Một vị thế đầu cơ lướt sóng thường được nắm giữ dài hơn một vị thế mua bán trong ngày, nhưng ngắn hơn so với các chiến lược đầu tư mua và nắm giữ có thể được nắm giữ trong nhiều tháng hoặc nhiều năm. Lợi nhuận có thể được tìm kiếm bằng hoặc là mua một tài sản hoặc là bán khống.

## Các phương thức đầu cơ lướt sóng
Bằng cách sử dụng một tập hợp các quy luật khách quan dựa trên cơ sở toán học cho việc mua và bán là một phương pháp phổ biến cho các thương nhân lướt sóng để loại bỏ tính chủ quan, khía cạnh tình cảm, và phân tích tốn sức của mua bán lướt sóng. Các quy tắc mua bán có thể được sử dụng để tạo ra một thuật toán mua bán hoặc "hệ thống mua bán" sử dụng phân tích kỹ thuật hay phân tích cơ bản để cung cấp các tín hiệu mua bán.
Các cách tiếp cận giao dịch dựa trên quy tắc đơn giản hơn bao gồm chiến lược của Alexander Elder, trong đó đo lường hành vi của xu hướng giá của một công cụ sử dụng 3 trung bình trượt (moving average) khác nhau của các mức giá đóng cửa. Công cụ được giao dịch ở trạng thái Trường vị (Nắm giữ hàng = Long) khi ba trung bình được liên kết trong một chiều hướng đi lên, và giao dịch ở trạng thái Đoản vị (Bán = Short) khi ba trung bình đang di chuyển xuống phía dưới. Các thuật toán/hệ thống mua bán có thể bị mất lợi nhuận tiềm năng của chúng khi chúng đạt được đủ một khối lượng theo sau để ngăn chặn hiệu quả của chúng: "Bây giờ nó là một cuộc chạy đua vũ trang. Mọi người đều đang xây dựng các thuật toán phức tạp, và sự cạnh tranh càng lớn hơn thì lợi nhuận càng nhỏ hơn." Quan sát của Andrew Lo, Giám đốc Phòng thí nghiệm Kỹ nghệ tài chính, cho Viện Công nghệ Massachusetts.
Xác định thời điểm vào và thoát khỏi một giao dịch là thách thức chính đối với tất cả các chiến lược mua bán lướt sóng. Tuy nhiên, các thương nhân lướt sóng không cần định thời hoàn hảo (mua đáy và bán đỉnh của dao động giá) để tạo ra lợi nhuận. Các khoản thu nhập nhất quán nhỏ có liên quan nghiêm ngặt đến các quy tắc quản lý tiền cộng gộp lại lợi nhuận theo thời gian. Nói chung, người ta hiểu rằng các mô hình và thuật toán toán học không hoạt động thành công cho mọi công cụ hoặc tình huống thị trường.

## Rủi ro có liên quan
Các rủi ro trong mua bán lướt sóng là tương xứng với đầu cơ thị trường nói chung. Nguy cơ thua lỗ trong mua bán lướt sóng thường tăng lên trong một giao dịch đi ngang (hay chuyển động giá đi ngang), khi so sánh với một thị trường giá tăng (bullish market) hay thị trường giá giảm (bear market) khi mà thị trường chuyển động rõ ràng theo một hướng cụ thể.